# Yusupha Njie
Pour les articles homonymes, voir Njie.
Yusupha Njie, né le 3 janvier 1994 à Banjul en Gambie, est un footballeur international gambien qui évolue au poste d'attaquant au SC Farense, en prêt d'Al-Markhiya SC. Il est le fils de l'ancien joueur international gambien Biri Biri.

## Biographie

### Carrière en club

#### Fath US (2013-2018)
Avec le club du FUS de Rabat, il participe à la Ligue des champions d'Afrique et à la Coupe de la confédération.

### Carrière internationale
Il joue son premier match en équipe de Gambie le 11 juin 2017, contre le Bénin (défaite 1-0).

## Palmarès

### En club
Il remporte son premier titre avec le Real de Banjul en gagnant le championnat de Gambie en 2012 .
Il remporte ensuite deux nouveaux titres avec le FUS de Rabat, avec qui il gagne la Coupe du Trône en 2014 puis avec qui il est sacré champion du Maroc en 2016 .